# Montastruc (Altos Pirineos)
Montastruc es una comuna francesa situada en el departamento de Altos Pirineos, en la región de Occitania.

## Demografía
| 291 | 281 | 390 | 388 | 308 | 288 | 231 |
| Para los censos de 1962 a 1999 la población legal corresponde a la población sin duplicidades (Fuente: INSEE [Consultar]) |     |     |     |     |     |     |